# فول آو هل
فول آو هل (به انگلیسی: Full of Hell) گروهٔ موسیقی گرایندکور مستقر در اووشن سیتی، مریلند و پنسیلوانیای مرکزی می‌باشد که در سال ۲۰۰۹ به‌وجود آمد. قرارداد فعلی این گروه درحال حاضر با ریلپس رکوردز می‌باشد.